# Barry C. Knestout
Barry Christopher Knestout (nacido el 11 de junio de 1962) es un prelado estadounidense de la Iglesia católica.  Knestout se ha desempeñado como el decimotercer obispo de la Diócesis de Richmond en Virginia desde 2017.
Anteriormente, Knestout se desempeñó como secretario sacerdotal del cardenal James Hickey y del entonces cardenal Theodore McCarrick.  Knestout también se desempeñó como obispo auxiliar de la Arquidiócesis de Washington, ayudando al cardenal Donald Wuerl.

## Biografía

### Primeros años y formación
Barry Christopher nació el 1 de junio de 1962, en Cheverly, Maryland. Hijo de Thomas y Caroline Knestout.  Thomas Knestout fue un diácono que se desempeñó como criptólogo de la Agencia de Seguridad Nacional y como director de la Oficina del Diaconado Permanente de la Arquidiócesis de Washington. Barry Knestout, uno de nueve hijos, tiene cinco hermanos y tres hermanas.  Un hermano menor, Mark Knestout, es sacerdote en la Arquidiócesis de Washington.
De niño, vivió con su familia en Ankara, Turquía, durante cuatro años.  Al regresar a los Estados Unidos, asistió a St. Pius X School y Bowie Senior High School, ambas en Bowie, Maryland Luego estudió en la Universidad de Maryland, obteniendo una licenciatura en Arquitectura en 1984. En 1985, ingresó al Seminario Mount St. Mary en Emmitsburg, Maryland, donde obtuvo una Maestría en Divinidad en 1988 y una Maestría en Teología en teología moral en 1989.

### Sacerdocio
Fue ordenado sacerdote por el cardenal James Hickey el 24 de junio de 1989.  Después de su ordenación, se desempeñó como párroco asociado en la Parroquia de St. Bartholomew en Bethesda, Maryland hasta 1993 y en la Parroquia de St. Peter en Waldorf, Maryland desde 1993 hasta 1994. Fue nombrado sacerdote-secretario del cardenal Hickey en 1994, sirviéndolo hasta su muerte en 2004; también se desempeñó como sacerdote-secretario de McCarrick de 2003 a 2004.
Fue elevado al rango de monseñor en 1999 y se desempeñó como director ejecutivo de la oficina arquidiocesana del ministerio juvenil de 2001 a 2003. Fue nombrado párroco de la parroquia St. John the Evangelist en Silver Spring, Maryland en 2004, y secretario arquidiocesano de vida pastoral y asuntos sociales en 2006.  En abril de 2007, fue nombrado vicario general y moderador de la curia de la arquidiócesis.
Copresidió el Comité de Planificación de la Visita Papal en 2008, supervisando muchos preparativos para la visita del Papa Benedicto XVI a los Estados Unidos en 2008.  En la planificación de la visita papal, colaboró con su hermano, Mark, quien era director de la Oficina de Culto de la arquidiócesis en ese momento. Barry Knestout realizó un concurso para estudiantes de arquitectura en la Universidad Católica de América para diseñar el altar y la silla que el Papa usaría cuando celebre la misa en Nationals Park en Washington D. C. Más tarde, recibió una Santa Cruz Pro Ecclesia et Pontifice por su trabajar en la visita.

## Episcopado

### Obispo auxiliar de Washington

Escudo de armas como obispo auxiliar de Washington

El 18 de noviembre de 2008, fue nombrado obispo titular de Leavenworth y obispo auxiliar de Washington por el Papa Benedicto XVI. Fue consagrado el 29 de diciembre por el arzobispo Donald Wuerl, con los obispos Francisco Valer y Martin Holley sirviendo como co-consagradores, en la Catedral de San Mateo Apóstol.  Fue el primer nativo del condado de Prince George en Maryland en servir como obispo de la arquidiócesis.

### Obispo de Richmond
El 5 de diciembre de 2017, fue nombrado decimotercer obispo de la Diócesis de Richmond por el Papa Francisco. Fue instalado el 12 de enero de 2018 en la Catedral del Sagrado Corazón en Richmond.
El 31 de junio de 2018, luego de la renuncia de McCarrick del colegio de cardenales, Knestout negó tener conocimiento de cualquier acusación de abuso sexual contra McCarrick mientras se desempeñaba como sacerdote-secretario:

Mi primera asignación fue en 2001 cuando todavía servía como sacerdote-secretario del Cardenal James A. Hickey.  También se me pidió que ayudara como sacerdote-secretario de su sucesor, el cardenal McCarrick, durante seis meses.  A pesar de la doble asignación durante esos seis meses, pasé la mayor parte de mi tiempo con el anciano cardenal Hickey, con quien trabajé durante casi una década. En 2003, fui asignado a la Cancillería por un año como uno de los dos sacerdotes secretarios del Cardenal McCarrick en ese momento como su programador de citas. Durante ese año, el cardenal McCarrick viajó con frecuencia en su trabajo con Catholic Relief Services (CRS) y en sus otros deberes como cardenal.

El 10 de mayo de 2020, Knestout suspendió a Mark White, sacerdote de la diócesis en dos parroquias, por violación del derecho canónico.  White había estado escribiendo un blog que acusaba a Knestout, al Papa Francisco y a la jerarquía de la iglesia de encubrir los crímenes de McCarrick.  En 2019, Knestout ordenó a White que dejara de escribir el blog.  Cuando White lo reanudó más tarde en 2019, Knestout obtuvo una orden de allanamiento que le prohibía el acceso a las propiedades de la iglesia en las dos parroquias.